# Bob-omb
Een Bob-omb is een fictief videospelpersonage gecreëerd door Nintendo en valt te beschrijven als een levende en lopende bom met twee ogen. Soms heeft een Bob-omb een opwindsleutel. Een Bob-omb zal uit zichzelf of na (onbedoelde) stimulans zichzelf na korte tijd tot ontploffing brengen. Soms zal de Bob-omb daartoe de speler achtervolgen om zo dicht mogelijk bij hem te kunnen ontploffen.
Bob-ombs verschenen voor het eerst in Super Mario Bros. 2 en zijn sindsdien in bijna elk Mario-spel verschenen. Ze zijn meestal blauw-zwart gekleurd.
In Super Mario 64 verschenen voor het eerst de Bob-omb Buddies, vriendelijke rode-roze Bob-ombs. Ook verscheen hierin voor het eerst de Big Bob-omb, een grote Bob-omb met een kroontje en een grote snor. Ook hij verscheen daarna nog in verschillende spellen.
In de Mario Kart-serie verschijnen ze als item.